# Die Martina Hill Show
Die Martina Hill Show ist eine Comedyshow mit Martina Hill, die von Oktober 2018 bis Dezember 2020 auf Sat.1 ausgestrahlt wurde. Seitdem wird sie im Nachtprogramm und auf Sat.1 Emotions wiederholt.

## Konzept
In der ersten Staffel der Comedyshow wurden neben Gesangs- und Tanzeinlagen Live-Sketche mit Studiogästen gezeigt. Außerdem gab es Einspielfilme wie Parodien von bekannten deutschen Persönlichkeiten sowie Sketche, unter anderem über die Kunstfiguren Rebecca (Carolin Kebekus) und Larissa (Martina Hill).
Jede Ausgabe der ersten Staffel begann und endete mit einer Tanzeinlage von Martina Hill. Außerdem folgte nach einer Werbepause ebenfalls eine Tanzeinlage. Vor und nach Einspielfilmen wurden kurze Stand-ups von Hill präsentiert. Zudem wurde ein Live-Sketch mit einem Studiogast, entweder Daniela Katzenberger oder Carolin Kebekus, gespielt.
Ab der zweiten Staffel entfiel die Moderation im Studio. Es gab keine Live-Sketche mit Studiogästen und keine Bühnenaktionen mehr. Nur die Einspielfilme sind geblieben.

### Die Amigas
Die Amigas sind ein fiktives Musik-Duo. Es besteht aus Bärbel und Karl-Heinz; beide werden von Hill dargestellt. Sie waren in der ersten Folge als Gäste im ZDF-Fernsehgarten bei Andrea Kiewel (Hill) und stellten dort den Titel Mein Lieblingstier ist die Bratwurst vor. In den kommenden Folgen kamen beide immer wieder vor. So wurde in einer Folge im Shopping-Shop 24 das (fiktive) Album präsentiert. Im September 2019 wurde ein weiteres Lied, Mach doch mal Urlaub in der eigenen Hose vorgestellt.

## Produktion und Ausstrahlung
Im Juni 2018 kündigte der Sender Sat.1 an, dass eine neue Comedyshow mit dem Titel Die Martina Hill Show mit der titelgebenden Schauspielerin und Komikerin Martina Hill in Auftrag gegeben wurde. Diese soll im Rahmen der Blockprogrammierung mit dem Namen Fun Freitag ausgestrahlt werden. Die Show ist die zweite eigene Fernsehsendung von Martina Hill nach Knallerfrauen sowie die erste eigene Studioshow.
Vier Monate später Anfang Oktober 2018 gab Sat.1 den Sendestart bekannt. Die von RedSeven Entertainment produzierte und zunächst auf acht Folgen ausgelegte Show startete am 26. Oktober 2018 um 23:15 Uhr nach der Unterhaltungsshow Luke! Die 2000er und ich. Es folgte eine 2. Staffel mit Quoten um den Senderschnitt und schließlich eine 3. Staffel im Herbst 2020. Gedreht wurde in Köln unter der Regie von Marco Musienko.

## Zusammenfassung der einzelnen Folgen
| Nr. (ges) | Nr. (St.) | Erstausstrahlung | Bühnenaktionsgast    | Besondere Showinhalte |
| --------- | --------- | ---------------- | -------------------- | --- |
| 1         | 1.01      | 26. Okt. 2018    | Daniela Katzenberger | Was wäre wenn …? (Hill als Heidi Klum), Larissa & Rebecca on Tour (mit Carolin Kebekus), Dani & Tina (mit Daniela Katzenberger), Parodie von ZDF-Fernsehgarten und dort Die Amigos (Hill als Andrea Kiewel sowie Die Amigas)        |
| 2         | 1.02      | 2. Nov. 2018     | Carolin Kebekus      | Larissa & Rebecca in Space (mit Carolin Kebekus), Parodie von ZDF-Fernsehgarten und dort Die Amigos (Hill als Andrea Kiewel sowie Die Amigas), Merkel – das Musical (Hill als Angela Merkel)                                        |
| 3         | 1.03      | 9. Nov. 2018     | Daniela Katzenberger | Larissa testet Berufe, Dani & Tina (mit Daniela Katzenberger) |
| 4         | 1.04      | 16. Nov. 2018    | Daniela Katzenberger | Larissa & Rebecca on Tour (mit Carolin Kebekus), Bla Bla Land (Parodie von La La Land), Dani & Tina (mit Daniela Katzenberger) |
| 5         | 1.05      | 23. Nov. 2018    | Heidi Klum           | Larissa testet Berufe, Parodie von ZDF-Fernsehgarten (Hill als Andrea Kiewel) |
| 6         | 1.06      | 30. Nov. 2018    |                      | Larissa & Rebecca on Tour (mit Carolin Kebekus) |
| 7         | 1.07      | 21. Dez. 2018    | Carolin Kebekus      | Die Weihnachtsgeschichte mit Rebecca & Larissa (mit Carolin Kebekus), Parodie von Die Amigos (Hill als Die Amigas), Was soll ich heute zum Mittag kochen?!                                                                          |
| 8         | 1.08      | 28. Dez. 2018    |                      | |
| 9         | 2.01      | 15. Sep. 2019    | –                    | Alarm für Mutti 11 (Parodie von Alarm für Cobra 11), (mit Erdoğan Atalay), Shopping-Shop 24 (mit Olaf Schubert) |
| 10        | 2.02      | 22. Sep. 2019    | –                    | Jenny Silverstick (mit Eko Fresh und Taff-Sprecher Frank Wölfel), Parodie von First Dates – Ein Tisch für zwei mit Larissa, Iss doch mal was gesundes (Parodie von Es)                                                              |
| 11        | 2.03      | 29. Sep. 2019    | –                    | Alarm für Mutti 11, Larissa & Rebecca on Tour, ElitePlaydate (Parodie von ElitePartner), Parodie von Goodbye Deutschland! Die Auswanderer                                                                                           |
| 12        | 2.04      | 6. Okt. 2019     | –                    | ZDF-Fernsehgarten (Hill als Andrea Kiewel Michael Kessler als Armin Roßmeier), Larissa testet Berufe (Erzieherin), Red! Stars, Lifestyle & More mit Annemarie Carpendale (Die Amigas),                                              |
| 13        | 2.05      | 13. Okt. 2019    | –                    | Parodie von Germany’s Next Topmodel (mit Heidi Klum und Hill als Klum), First Dates, Jamie Powers, Larissa & Rebecca on Tour, Das vergessene Pausenbrot (Parodie von Horrorfilm Kino-Trailer), Shopping-Shop 24 (mit Olaf Schubert) |
| 14        | 2.06      | 20. Okt. 2019    | –                    | Larissa testet Berufe (Müllmann), Shopping-Shop 24 (mit den Amigas), Alarm für Mutti 11, Jenny Silverstick |
| 15        | 2.07      | 27. Okt. 2019    | –                    | Parodie von Zwischen Tüll und Tränen, Jenny Silverstick, Shopping-Shop 24 (mit Olaf Schubert), Red! Stars, Lifestyle & More (Die Amigas), Jamie Powers                                                                              |

## Rezeption

### Einschaltquoten
Beim Gesamtpublikum startete die erste Folge am 26. Oktober 2018 mit 1,45 Millionen Zuschauern, was 7,6 Prozent Marktanteil entspricht, und in der Zielgruppe der 14- bis 49-Jährigen mit 0,99 Millionen Zuschauern, was 15,0 Prozent Marktanteil entspricht. Die Werte liegen über dem Senderschnitt von Sat.1. Die zweite Folge wiederum brachte unterdurchschnittliche Werte für den Sender.
| Nr. (ges) | Datum         | Zuschauer | Zuschauer       | Marktanteil | Marktanteil     | Quelle        |
| Nr. (ges) | Datum         | Gesamt    | 14 bis 49 Jahre | Gesamt      | 14 bis 49 Jahre | Quelle        |
| --------- | ------------- | --------- | --------------- | ----------- | --------------- | ------------- |
| 01        | 26. Okt. 2018 | 1,45 Mio. | 0,99 Mio.       | 7,6 %       | 15,0 %          | [ 8 ]         |
| 02        | 2. Nov. 2018  | 0,76 Mio. | 0,43 Mio.       | 3,4 %       | 6,2 %           | [ 9 ]         |
| 03        | 9. Nov. 2018  | 0,94 Mio. | 0,51 Mio.       | 4,3 %       | 7,2 %           | [ 10 ]        |
| 04        | 16. Nov. 2018 | 1,02 Mio. | 0,63 Mio.       | 4,4 %       | 8,1 %           | [ 11 ]        |
| 05        | 23. Nov. 2018 | 0,73 Mio. | 0,45 Mio.       | 3,3 %       | 6,0 %           | [ 12 ]        |
| 06        | 30. Nov. 2018 | 1,04 Mio. | 0,53 Mio.       | 6,1 %       | 9,2 %           | [ 13 ]        |
| 07        | 21. Dez. 2018 | 0,71 Mio. | 0,45 Mio.       | 3,6 %       | 7,0 %           | [ 14 ]        |
| 08        | 28. Dez. 2018 | 0,80 Mio. | 0,42 Mio.       | 3,7 %       | 5,8 %           | [ 15 ]        |
| 9         | 15. Sep. 2019 | 1,16 Mio. | 0,66 Mio.       | 7,5 %       | 12,5 %          | [ 16 ] [ 17 ] |
| 10        | 22. Sep. 2019 | 0,98 Mio. | 0,61 Mio.       |             | 11,6 %          | [ 18 ] [ 19 ] |
| 11        | 29. Sep. 2019 | 1,28 Mio. | 0,62 Mio.       |             | 11,2 %          | [ 20 ] [ 21 ] |
| 12        | 6. Okt. 2019  | 1,13 Mio. | 0,66 Mio.       | 6,2 %       | 10,5 %          | [ 22 ]        |
| 13        | 13. Okt. 2019 | 1,34 Mio. | 0,77 Mio.       | 7,7 %       | 14,0 %          | [ 23 ]        |
| 14        | 20. Okt. 2019 | 1,01 Mio. | 0,46. Mio.      | 6,1 %       | 8,8 %           | [ 24 ]        |
| 15        | 27. Okt. 2019 | 1,05 Mio. | 0,58 Mio.       | 8,3 %       | 14,2 %          | [ 25 ] [ 26 ] |